# Bernard Baruch

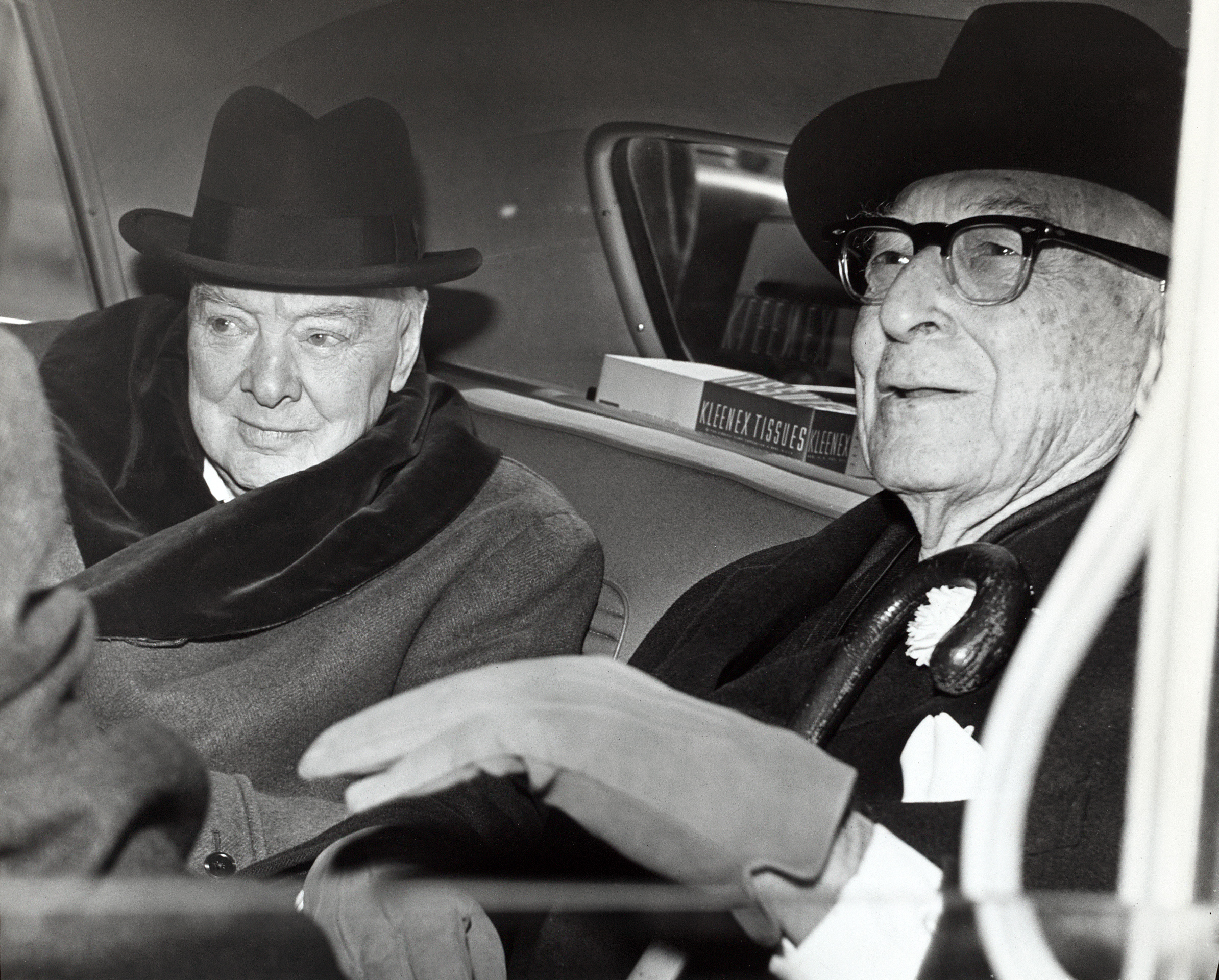
Bernard Baruch w czasie spotkania z Winstonem Churchillem, 14 kwietnia 1961 roku

Bernard Mannes Baruch (ur. 19 sierpnia 1870 w Camden w stanie Karolina Południowa, zm. 20 czerwca 1965 w Nowym Jorku) – amerykański finansista, spekulant giełdowy, przewodniczący Rady Przemysłu Wojennego USA (1918), doradca administracji prezydentów Wilsona, Hardinga, Hoovera, Roosevelta, Trumana i Winstona Churchilla, autor planu międzynarodowej kontroli energii atomowej – tzw. Planu Barucha oraz filantrop.

## Życiorys
Bernard Mannes Baruch urodził się 19 sierpnia 1870 roku w Camden w stanie Karolina Południowa, jako drugi z czterech synów Belle i Simona Baruchów. Simon Baruch (1840–1921) był lekarzem, który podczas wojny secesyjnej służył jako chirurg polowy w Armii Stanów Skonfederowanych. W 1880 roku jego rodzina przeniosła się do Nowego Jorku, gdzie jego ojciec założył praktykę lekarską.
Baruch uczęszczał do szkół publicznych w Nowym Jorku i w 1889 roku ukończył City College of New York. W 1891 roku podjął pracę na Wall Street w firmie brokerskiej A.A. Housman & Company, szybko odnosząc sukces jako inwestor – w 1896 roku został młodszym partnerem w firmie. W 1897 roku ożenił się z Annie Griffen, z którą miał troje dzieci. W 1903 roku kupił miejsce na New York Stock Exchange i otworzył własną firmę brokerską. Zajął się spekulacjami na rynkach siarczanu miedzi, złota, gumy, wolframu i cynku. Został milionerem przed ukończeniem 30. roku życia. W 1905 roku zakupił posiadłość Hobcaw Barony w Karolinie Południowej, gdzie podejmował polityków.
Był członkiem Partii Demokratycznej. Wspierał Woodrowa Wilsona (1856–1924), z którym się przyjaźnił, m.in. poprzez finansowanie jego kampanii prezydenckiej.
Podczas trwającej w Europie wojny, w 1915 roku zaangażował się w ruch przygotowań Stanów Zjednoczonych do wojny. Prezydent Wilson mianował go członkiem Komisji Doradczej Rady Obrony Narodowej (ang. Council of National Defense, CND). Po nominacji Baruch zlikwidował wszystkie swoja aktywa, sprzedał swoje miejsce w New York Stock Exchange i zakupił Liberty Bonds za wielomilionową kwotę.
28 lipca 1917 roku Rada Obrony Narodowej utworzyła za zgodą prezydenta Radę Przemysłu Wojennego USA, a Baruch został jej członkiem. Rada początkowo doradzała gabinetowi prezydenta i, podobnie jak Rada Obrony Narodowej, nie miała uprawnień administracyjnych. Współpracowała z amerykańską Izbą Handlową i 267 komisjami przemysłu. 4 marca 1918 roku prezydent Wilson przeprowadził reorganizację Rady, którą uniezależnił od Rady Obrony Narodowej, przekształcając ją w samodzielną agencję podlegającą bezpośrednio prezydentowi. Przewodnictwo agencji zaproponował Bernardowi Baruchowi. Agencja otrzymała również szereg nowych funkcji i uprawnień, m.in. ustanawiania priorytetów dla produkcji przemysłowej, tworzenie nowych obiektów i przekształcanie istniejących zgodnie z potrzebami, doradzanie departamentom rządowym w zakresie cen zakupu i prowadzenie zakupów w imieniu aliantów. Rola przewodniczącego została wzmocniona.
Baruch był również członkiem nieformalnego „Gabinetu Wojennego” Wilsona, w którym znaleźli się najważniejsi decydenci w sprawach prowadzenia wojny, m.in. sekretarz wojny Stanów Zjednoczonych Newton D. Baker (1871–1937) czy zarządzający zaopatrzeniem armii i rezerwami żywności Herbert Hoover (1874–1964). Baruch nie tylko kierował sprawami przemysłu wojennego i surowców strategicznych, lecz wraz z Hooverem rozwijał strategię demobilizacji na okres po zakończeniu wojny.
W 1919 roku jako ekonomiczny doradca amerykańskiej delegacji uczestniczył u boku prezydenta Wilsona w paryskiej konferencji pokojowej.
Baruch doradzał później administracjom prezydentów Hardinga, Hoovera, Roosevelta i Trumana.
We wczesnych latach 30. XX w. nawoływał do rozpoczęcia przygotowań na wypadek kolejnej wojny. W czasie II wojny światowej był współpracownikiem Jamesa Francisa Byrnesa w kierowaniu przemysłem zbrojeniowym USA.
W 1946 roku opracował i przedstawił ONZ plan międzynarodowej kontroli energii atomowej, tzw. Plan Barucha, nieprzyjęty przez Radę Bezpieczeństwa wobec sprzeciwu ZSRR.
Podczas wojny koreańskiej nawoływał do ekspansji rozgłośni Głos Ameryki na terenie Korei, by przeciwstawić się propagandzie wroga.
Baruch znany był z działalności charytatywnej, wspierał Amerykański Czerwony Krzyż i dotował szkoły wyższe, m.in. wsparł wielomilionową kwotą Columbia University, a w swojej alma mater ufundował Baruch School of Business and Public Administration. Przyjaźnił się z Winstonem Churchillem.
Zmarł 20 czerwca 1965 roku w Nowym Jorku.

## Upamiętnienie
- Na cześć Barucha nazwano jedną ze szkół City College of New York – Baruch College